# L’Enfant prodigue

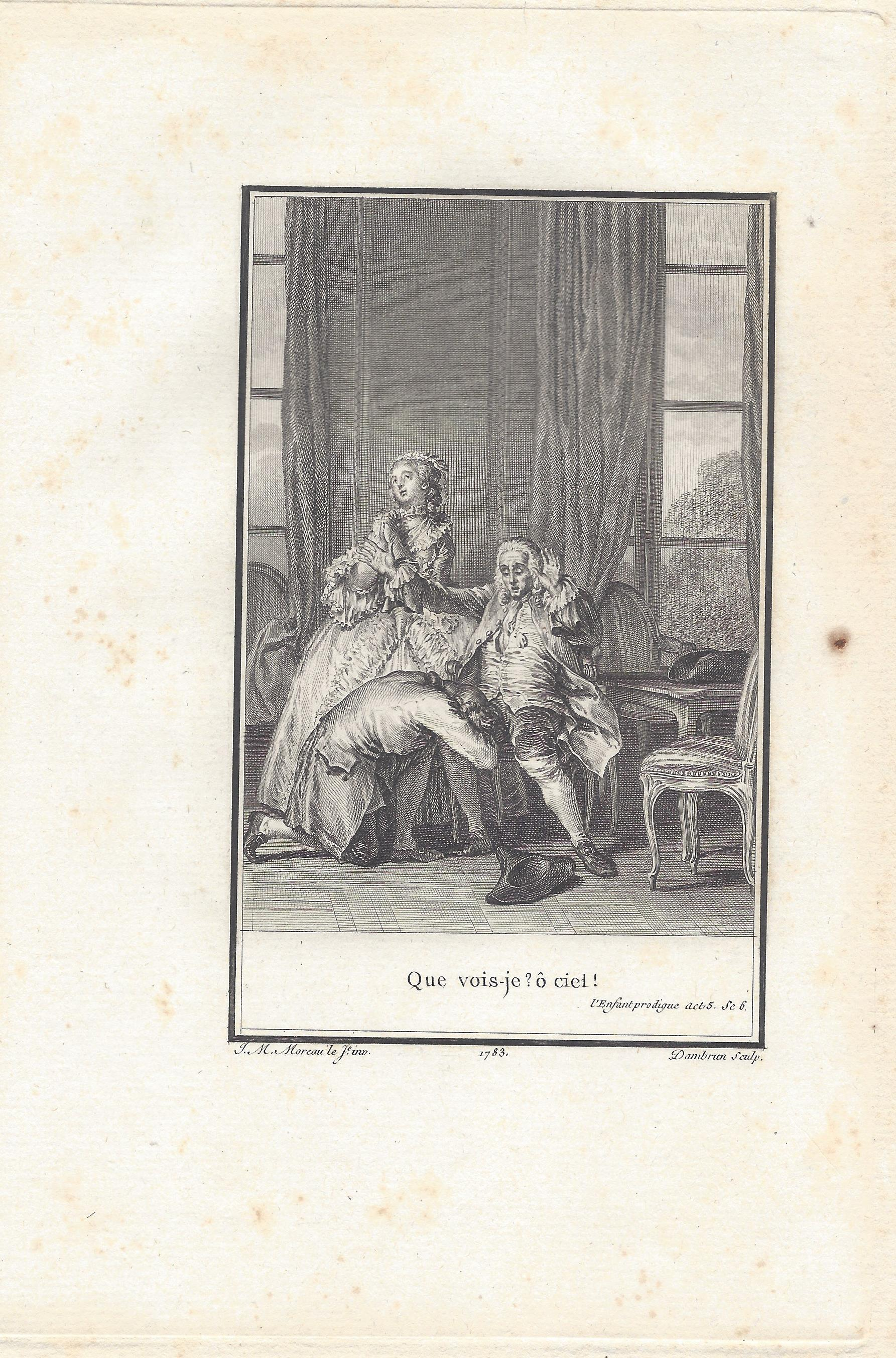
Jean-Michel Moreau: Illustration zum L’Enfant prodigue, 1783

L’Enfant prodigue ist eine 1736 entstandene Komödie in fünf Akten und im fünfhebigen Jambus von Voltaire. Das Stück wurde am 10. Oktober 1736 uraufgeführt und 1738 in Buchform veröffentlicht.

## Handlung
Die Handlung spielt in der französischen Stadt Cognac im Südwesten des Landes. Der Bürger Rondon will seine Tochter Lise verheiraten und hat als Bräutigam Fierenfat, den zweiten Sohn von Euphémon Vater, ausersehen. Lise liebt jedoch Euphémon Sohn, den älteren Bruder, der wegen seines ausschweifenden Lebenswandels in der Fremde vom Vater enterbt wurde. Nach seiner Rückkehr zeigt der verlorene Sohn Reue, sein Vater verzeiht ihm und er kann Lise heiraten.

## Literarische Vorlage und biografische Bezüge
Voltaire schrieb den L’Enfant prodigue 1736. Voltaire bediente sich des biblischen Stoffes vom verlorenen Sohn, um eine zeitgenössische soziale Problematik aufzuzeigen. Lise, die Tochter eines wohlhabenden Bürgers, soll in den Beamtenadel einheiraten. Sie lehnt sich um ihrer Liebe willen gegen die Abmachungen der Väter auf und setzt ihren Willen durch. Voltaire stand 1736, nicht zuletzt durch sein freigeistiges Gedicht Le Mondain im Fokus der Zensur. Die offene Verwendung eines biblischen Motives in einer Komödie hatte zahlreiche Änderungsanordnungen des Zensors zur Folge. Selbst Begriffe ohne direkten biblischen Bezug wie Patriarch und Exorzismus wurden verboten.

## Aufführungen und zeitgenössische Rezeption
Die Komödie wurde am 10. Oktober 1736 an der Comédie-Française ohne offizielle Nennung des Autors uraufgeführt. Dreißig Aufführungen in Folge belegen die außerordentliche Popularität des Stückes. 1747 wurde L’Enfant prodigue erneut in den kleinen Kabinetträumen der Madame de Pompadour im Schloss von Versailles aufgeführt. Theater- und Singspiele wurden bis ins 18. Jahrhundert hinein in wechselnden Räumen mit mobilen Tribünen gespielt. Erst 1770 wurde das Festspielhaus fertiggestellt. Madame de Pompadour übernahm die Rolle der Lise.

## Drucklegung
L’Enfant prodigue wurde nach Beuchot Ende 1737 gedruckt und erschien mit der Jahreszahl 1738 bei Prault fils in Paris.

## Beigaben
Der Erstausgabe wurde ein Vorwort des Herausgebers, das die Autorenschaft Voltaires noch dementiert, vorangestellt. Erst der Nachdruck bei Ledet in Amsterdam 1738 benennt Voltaire auf dem Titel.

## Erste Ausgaben
- L’Enfant prodigue, Comédie en Vers dissillabes, Représentée sur le Thêatre de la Comédie Française le 10 Octobre 1736, Paris, Prault fils, 1738, 8°, (VI), 104, (2) S.online
- L’Enfant prodigue, comédie de M. de Voltaire, en Vers dissillabes, Représentée sur le Thêatre de la Comédie Française le 10 Octobre 1736, Amsterdam, Ledet et compagnie, 1738, 8°, (VI), 135 S.
- L’Enfant prodigue, Comédie en Vers dissillabes, Représentée sur le Thêatre de la Comédie Française le 10 Octobre 1736, Paris, Prault fils, 1738, 8°, (VI), 96 S.online
- L’Enfant prodigue, comédie de M. de Voltaire, en Vers dissillabes, Représentée sur le Thêatre de la Comédie Française le 10 Octobre 1736, Amsterdam, Ledet et compagnie (recte Rouen), 1739, 12°, 123 S.